# Nobby Clarke
Reginald Leonard Clarke (4 tháng 9 năm 1907 – 1981), thỉnh thoảng biết đến với tên Nobby Clarke hay Reg Clarke, là một cầu thủ bóng đá người Anh thi đấu ở vị trí wing half, có hơn 310 lần ra sân tại Football League cho Exeter City. Ông là một thành viên trong Đại sảnh Danh vọng của câu lạc bộ.

## Đời tư
Sau đó, Clarke là chủ của quán rượu The King's Arms ở Seaton và là nhân viên câu lạc bộ tại Seaton Town.